# Brigola
Una brigola és un mecanisme militar de palanca, del tipus d'una catapulta. Era utilitzat a l'edat mitjana amb la finalitat d'abatre defenses tals com les muralles i també contra els exèrcits enemics, llançant-hi projectils.
Es tractava d'un mecanisme de contrapès: un pal llarg amb una fona en un extrem, que era el lloc on es posava el projectil, (generalment una pedra gran), a l'altre extrem del pal hi anava el contrapès (una caixa amb pedres). El pal estava unit a un travesser sostingut per cavallets. Quan es baixava el pal carregat la caixa amb les pedres feia el contrapès necessari per donar-li l'energia d'impulsió que calia perquè el projectil sortís expel·lit amb força.
La brigola se cita, entre altres llocs, en la crònica de Jaume I.